# درزی‌محله (بابل)
درزی محله، روستایی است از توابع بخش بابل‌کنار شهرستان بابل در استان مازندران ایران.

## جمعیت
این روستا در دهستان بابل‌کنار قرار دارد و براساس سرشماری مرکز آمار ایران در سال ۱۳۸۵، جمعیت آن ۴۰۵ نفر (۱۰۴خانوار) بوده‌است.